# El Martí (Viladrau)
El Martí és una masia de Viladrau (Osona) inclosa a l'Inventari del Patrimoni Arquitectònic de Catalunya.

## Descripció
Masia de planta rectangular (18x8) amb el carener perpendicular a la façana situada a migdia. S'hi observen diverses etapes constructives, i presenta un cos de corts de totxana (14x4) adossat al sector O de la masia que està unit a una nau moderna (granja); i un cos de corts més antic (17x6) adossat a la façana N. Consta de planta, primer pis i golfes. La façana principal presenta a la planta, un bonic portal d'arc de mig punt emmarcat amb granit gris, igualment com les dues finestres laterals amb reixa forjada; el primer pis presenta tres finestres rectangulars amb emmarcaments de granit gris, i estan disposades simètricament; a les golfes una petita finestra també de granit. La façana O presenta al cos de corts cinc finestres amb muntants de ciment a la planta i al primer pis d'habitació, un cos de porxos amb quatre pilars de totxo i barana de ferro. La façana N presenta a la planta (corts) un portal rectangular i tres finestres amb arc de descàrrega de totxo i amb forjat; al primer pis dues finestres, una d'elles amb arc de descàrrega de totxo, i una finestra sota el carener. La façana E presenta un petit cos adossat, un portal i una finestra a la planta, i dues més al primer pis.

## Història
Edifici del segle ? relacionat amb l'antic mas La Vila, que probablement formava part dels 82 masos que existien en el municipi pels volts de 1340, segons consta en els documents de l'època. El trobem registrat en els fogatges de la "Parròquia i terme de Viladrau fogajat a 6 de octubre 1553 per Joan Masmiguell balle com apar en cartes 230", juntament amb altres 32 que continuaven habitats després del període de pestes, on consta un tal "Antoni Martí". Els actuals propietaris no mantenen la cognominació d'origen.